# 袁士林
袁士林，清朝政治人物、武進士出身。袁立相之子。
雍正元年（1723年）癸卯恩科，登武進士，授三等侍衛。乾隆五年，擔任陝西延綏鎮屬大栢油堡守備。乾隆十二年，升任雲南城守營參將。